# Angela Coughlan
Angela Coughlan (n. 4 octombrie 1952, London, Ontario, Canada – d. 14 iunie 2009, Ottawa, Ontario, Canada) a fost o înotătoare ce a reprezentat Canada, medaliată olimpică. A participat la o ediție a Jocurilor Olimpice (1968) în care a câștigat două medalii de bronz.